# Gråvingad trumpetare
Gråvingad trumpetare (Psophia crepitans) är en fågel i familjen trumpetare inom ordningen tran- och rallfåglar.

## Utseende och läte
Gråvingad trumpetare är en stor (45–52 cm) och kraftig fågel som vanligen håller sig upprätt på marken. Fjäderdräkten är huvudsakligen svart med grönglans på halsen (purpurglans på napensis), ljusgrå armpennor och ockra tvärs över nedre delen av manteln som skapar ett större ljust område på bakkroppen. Taxonet ochroptera, av vissa behandlad som egen art (se nedan) har ockrafärgade armpennor. Benen och näbben är mörka.

## Utbredning och systematik
Gråvingad trumpetare delas numera upp i tre underarter med följande utbredning:
- Psophia crepitans napensis – förekommer från sydöstra Colombia till nordöstra Peru och allra nordvästligaste Brasilien
- Psophia crepitans ochroptera – förekommer i nordvästra Brasilien norr om Amazonfloden och väster om Rio Negro
- Psophia crepitans crepitans – förekommer från sydöstra Colombia till Venezuela, Guyana och norra Brasilien

Taxonet ochroptera har traditionellt ansetts utgöra underart till vitvingad trumpetare (P. leucoptera), men genetiska studier  visar att den står närmare gråvingad trumpetare och förs numera oftast hit. BirdLife International behandlar dock istället ochroptera som en egen art, "ockravingad trumpetare" (Psophia ochroptera).

## Status
Internationella naturvårdsunionen IUCN behandlar gråvingad trumpetare som två arter och bedömer därför hotstatus var för sig, båda som livskraftiga.

## Bilder

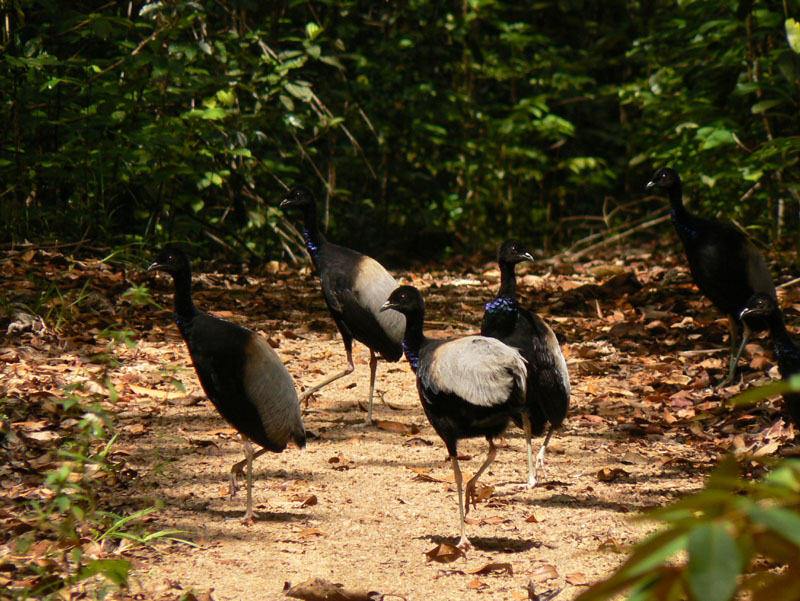
En grupp i Franska Guyana